# Formant (morfologia)
Formant, zrostek, afiks (od łac. affixum „element przyczepiony”) – słowotwórcza część wyrazu, dodana do jego rdzenia (podstawy słowotwórczej). Formant słowotwórczy modyfikuje wyraz podstawowy pod względem znaczeniowym lub funkcjonalnym.
Terminy „formant” i „afiks” bywają ze sobą utożsamiane, ale formant może być pojęciem szerszym, które obejmuje nie tylko pewne morfemy (afiksy), ale też np. zmiany paradygmatyczne. Formant słowotwórczy stanowi zespół cech formalnych (morfologicznych) różniących wyraz fundowany od fundującego.

## Podział funkcjonalny
Ze względu na funkcję formanty dzielą się na:
- fleksyjne – dodawane w procesie odmiany wyrazu przez osoby lub przypadki, bez zmiany kategorii gramatycznej;
- derywacyjne – gdy poprzez dodanie afiksu zmienia się kategoria gramatyczna wyrazu, na przykład z czasownika na rzeczownik.

## Podział formalny
Formalnie zrostki dzieli się w zależności od ich usytuowania względem morfemu w derywacie:
- przedrostek (prefiks) – występuje przed rdzeniem;
- przyrostek (sufiks) – występuje po rdzeniu, afiks słowotwórczy;
- postfiks – występuje po rdzeniu, afiks słowotwórczy oraz fleksyjny;
- międzyrostek (spójka, interfiks) – występuje między dwoma rdzeniami;
- okołorostek (cyrkumfiks) – występuje wokół rdzenia;
- wrostek (infiks/interfiks) – występuje wewnątrz rdzenia;
- formant zerowy (oznaczany symbolem „∅”) – formant pusty, wyrażający stosunki między morfemami pełnymi (nie mylić z disfiksem (odrostkiem) ;
- wolnorostek (libfiks) – występuje jako oddzielony od innego słowa, aby nadać powiązane znaczenie[6], np. prac-o-holizm, seks-o-holizm
- duplifiks (reduplikacja) – formant, który powtarza rdzeń
- odrostek (disfiks) – formant ujemny, który skraca rdzeń (np. we francuskim [ɔs] (os) – kość (l.p.) 	 [o] (os) – kości (l.mn.)
- nadrostek (suprafiks) – formant w postaci suprasegmentalnej, czyli istniejącej jako cecha fonologiczna w obrębie całego segmentu słowa
- simulfiks (formant apofoniczny, przegłos) – formant polegający na przełączeniu cechy fonemicznej na inną, np. w angielskim tooth (l.p.)  i teeth (l.mn.)
- transfiks – formant przechodzący poprzez pewien wzór rdzenia,  np. w arabskim k – t – b (ك-ت-ب) stanowi rdzeń dla słów powiązanych z pisaniem, książkami:  kātib كاتب (pisarz), maktab مكتب (biuro) i kattaba كتب (zmusił do pisania)